# In Public
In Public è un brano musicale della cantante R&B statunitense Kelis, pubblicato come quarto singolo estratto dall'album Tasty del 2003.
Scritta da Kelis e il produttore Rockwilder, il brano figura il featuring del rapper Nas. Il singolo è stato pubblicato solo in alcuni paesi d'Europa e non negli Stati Uniti, e non ne è stato realizzato alcun video.

## Tracce
UK CD single
1. In Public - 4:25
2. Trick Me (Clean Version) – 3:26

## Classifiche
| Classifica (2005) | Posizione più alta |
| ----------------- | ------------------ |
| Europa            | 54                 |
| Irlanda           | 22                 |
| Regno Unito       | 17                 |